# منارة كيب باين
منارة كيب باين (بالإنجليزية: Cape Pine Light)‏ هي منارة وموقع سياحي في كيب باين، نيوفاوندلاند. بُنيت المنارَة من قبل المهندس المعماري البريطاني ألكسندر جوردون في عام 1851.

## المميزات
هذه المنارة عبارة عن برج أسطواني من الحديد الزهر مُجهز مسبقًا ومطلي باللون الأبيض مع أشرطة حمراء أفقية. تم تنفيذ آخر لوحة كاملة في عام 2007. خاصية الضوء هي وميض أبيض كل 5 ثوان، بالإضافة إلى أنه قد يصدر بوق ضباب كل 60 ثانية. يحافظ خفر السواحل الكندي على الموقع، ويوظف حارسًا. صُنّفت المنارة كموقع تاريخي وطني في عام 1974. عاش الحارس في الأصل في المنارة ولكنه وجد صعوبة في التدفئة، لذلك تم بناء مساكن منفصلة في عام 1851. تم هدم منزل الحارس في الخمسينيات واستبداله بمساكن حديثة. تقع المنارة حوالي 25 كم (15 ميل) جنوب غرب تريباسي، وهي موضوعة على حافة منحدر صخري أسود يبلغ ارتفاعه 315 قدمًا.

## الدافع للبناء
في العقود التي سبقت عام 1850، أصبحت الأميرالية في المملكة المتحدة تشكل قلقًا متزايدًا بشأن فقدان الشحن وفقدان الأرواح بالقرب من كيب باين، الذي يقع في الطرف الجنوبي من شبه جزيرة أفالون، في النقطة الشرقية لخليج سانت ماري. كان على الصيادين وكذلك السفن المتجهة إلى أوروبا التعامل مع الضباب الكثيف والتيارات القوية. في نهاية حرب عام 1812، كانت سفينة القوات البريطانية «HMS Harpooner» في طريقها إلى إنجلترا وجنحت في ضباب كثيف بالقرب من كيب باين، مما أسفر عن مقتل أكثر من 350. فُقدت المزيد من السفن المتجهة إلى أوروبا في تلك المنطقة خلال عشرينيات وثلاثينيات القرن التاسع عشر. في أربعينيات القرن التاسع عشر، طلب مجلس النواب في نيوفاوندلاند مرارًا وتكرارًا المساعدة من مجلس العموم في المملكة المتحدة لبناء منارة في كيب باين، وفي عام 1847 تم منح المساعدة. كانت هذه أول منارة مسبقة الصنع من الحديد الزهر في نيوفاوندلاند، مع العديد من المباني التي ستتبع لاحقًا في القرن التاسع عشر، وفي القرن العشرين تحولت مواد البناء المفضلة إلى الخرسانة المسلحة.

## الحراس
- هنري هيردر 1851-1866
- جورج هيويت 1866-1898
- جورج جيه هيويت 1898-1935
- جورج تي هيويت 1935-1959
- فالنتين هيويت 1959-1973
- مايكل ميريك 1973-1996
- توم فينلي، بيتر ميريك 1996-2011
- ريك ميريك 2011 إلى الوقت الحاضر [3]